# La Neuville-Garnier
La Neuville-Garnier foi uma comuna francesa na região administrativa de Altos da França, no departamento de Oise. Estendia-se por uma área de 7,85 km². Em 2010 a comuna tinha 267 habitantes (densidade: 34 hab./km²).
Em 1 de janeiro de 2019, passou a formar parte da nova comuna de Les Hauts-Talican.